# Europium(II)-titanat
Europium(II)-titanat ist ein schwarzes Mischoxid von Europium und Titan aus der Gruppe der Titanate. Es kristallisiert in der Perowskit-Struktur.

## Geschichte
EuTiO3 wurde zum ersten Mal 1966 von McGuire, Shafer, Joenk, Halperin und Pickart beschrieben und auf die magnetische Struktur hin untersucht. Mehr Aufmerksamkeit bekam diese Verbindung im Beginn des 21. Jahrhunderts (2001 bis 2015) aufgrund des Tieftemperatur Phasenübergangs zu antiferromagnetischem Verhalten bei TN = 5,5 K was einen wesentlichen Einfluss auf die dielektrische Konstante hat.

## Gewinnung und Darstellung
Getrocknetes Eu2O3 und Ti2O3 werden 1:1 vermischt und in einer Argon-Atmosphäre bei 1400 °C zur Reaktion gebracht.
{\displaystyle {\ce {Eu2O3 + Ti2O3 -> 2EuTiO3}}}
Dabei wird das Europium reduziert und das Titan oxidiert.

## Eigenschaften
Europium(II)-titanat kristallisiert in der tetragonalen Raumgruppe I4/mcm (Raumgruppen-Nr. 140) mit den Gitterparametern a = 551,92(2) pm, c = 781,64(8) pm (gemessen bei 90 K) und in Raumgruppe Pm3m (Raumgruppen-Nr. 221) mit den Gitterparametern a = 390,82(2) pm (gemessen bei 300 K). Die Phasenumwandlung tritt bei 282 K auf. Die Umwandlungstemperatur der Kristallstruktur von der Tieftemperatur in die Hochtemperaturphase nimmt mit steigendem Druck zu. Die Verbindung wird unterhalb von 5,5 K antiferromagnetisch im G-Typ. Die spezifische Wärmekapazität beträgt 125 J·mol−1·K−1 (bei 600 K). Die  Wärmeleitfähigkeit bei 290 K liegt bei 7,6 W·m−1·K−1 und die elektrische Leitfähigkeit bei 105 (Ω·m)−1(bei 330 K).